# Asbjørn Hansen
Pour les articles homonymes, voir Hansen.
Asbjørn Hansen, né le 29 mai 1930 à Sarpsborg et mort le 25 mars 2017 dans sa ville natale, est un footballeur international norvégien qui évolue au poste de gardien de but.

## Biographie
Asbjørn Hansen reçoit 52 sélections en équipe de Norvège entre 1952 et 1961.
Il participe au tournoi de football lors des Jeux olympiques d'été de 1952 ; la Norvège est éliminée au premier tour.
Il dispute avec la Norvège les éliminatoires du mondial 1954, puis les éliminatoires du mondial 1958, et enfin les éliminatoires du mondial 1962.

## Palmarès
- Vainqueur de la Coupe de Norvège en 1952 avec le Sparta Sarpsborg